# Voo Paraense 903
A queda do voo Paraense 903 foi um desastre aéreo ocorrido no dia 14 de março de 1970, nas proximidades de Belém, Pará.

## Aeronave
O Fairchild Hiller FH-227 era uma versão do Fokker F27 (desenvolvido na Holanda como sucessor do Douglas DC-3) fabricada pela Fairchild nos Estados Unidos sob licença da Fokker. Por conta de suas qualidades, o F27 se consagrou como um dos turbohélices mais vendidos no mundo. A versão da Fairchild Hiller possuía fuselagem mais larga, aviônicos modernos para a época e uma capacidade para até 56 pessoas (4 tripulantes e 52 passageiros). A aeronave acidentada fazia parte de um lote de 5 aeronaves encomendadas pela Paraense Transportes Aéreos. Fabricada em 1967 pela Fairchild, a aeronave receberia o número de construção 556 e seria entregue no mesmo ano à Paraense, onde receberia o prefixo PP-BUF. As aeronaves FH-227 seriam batizadas de Hirondelle (andorinha em francês) pela empresa do Pará.

## Acidente
O voo 903 decolou na noite de 13 de março do Aeroporto Internacional do Recife, fazendo escalas em Fortaleza, Parnaíba e São Luiz. Por volta das 5h00 da madrugada do dia 14 chegaram aos arredores de Belém, enfrentando tempo ruim, com muita chuva e baixa visibilidade. Durante a manobra de aproximação para efetuar o pouso na pista 06 do Aeroporto Internacional de Belém/Val de Cans, o piloto não conseguiu visualizar a pista. Às 5h30 min, voando abaixo do teto de segurança por conta da baixa visibilidade e da perda de noção de profundidade, acabou tocando a asa direita nas águas da Baía do Guajará, perdendo o controle e mergulhando na baía pouco tempo depois, cerca de algumas centenas de metros da cabeceira da pista 06.
O acidente matou quase todos os ocupantes, sendo que alguns corpos seriam retirados apenas no dia 30 de março. Entre os mortos estavam os humoristas Luiz Jacinto Silva (conhecido pelo personagem Coronel Ludugero), Irandir Costa  e toda a equipe de produção que havia embarcado em São Luiz do Maranhão para desembarcar em Belém onde fariam uma apresentação. Apenas 3 pessoas sobreviveram à queda, sendo que 1 morreria algum tempo depois no hospital.

## Consequências
A precariedade das operações da Paraense Transportes Aéreos (PTA) ficou fortemente evidenciada após esse acidente. Durante os anos 1960 ,a empresa receberia da sociedade paraense a alcunha de PTA Pobre também avua, por conta das baixas tarifas e da precariedade de suas operações (constatada após 13 acidentes ocorridos num intervalo de 12 anos). Após o acidente, a empresa ficou com apenas um Hirondelle, enquanto que outros três estavam  em terra por falta de peças e uma aeronave se encontrava em revisão nos Estados Unidos. Por conta da falta de meios para cumprir sua concessão, além da precariedade de suas operações, a empresa teve sua licença de voo cassada pelo Ministério da Aeronáutica, encerrando suas atividades logo em seguida.